# Manuel Quevedo (político)
Manuel Salvador Quevedo Fernández ( Bocono, Trujillo,Venezuela, 1 de marzo de 1967) es un militar y político venezolano. Fue ministro del Petróleo de Venezuela Petróleos de Venezuela (PDVSA) desde 2017 hasta 2020 . Entre 2015 y 2017 se desempeñó como ministro de Ministerio del Poder Popular para Vivienda y Hábitat.

## Biografía
El Mayor General (M/G) es egresado de la Promoción “Queseras del Medio II”, de 1987, de la Guardia Nacional Bolivariana (GNB). Es licenciado en Ciencias Fiscales, mención Finanzas Públicas, de la Escuela Nacional de Administración y Hacienda Pública (ENAHP); con maestría en Administración Comercial, de Queens University of Charlotte, Estados Unidos, en 2005. Además es licenciado Magna Cum Laude en Ciencias y Artes Militares, Mención Administración Pública, de la Escuela de Formación de Oficiales de la Guardia Nacional (EFOFAC).

## Perfil
Ha ocupado importantes cargos en el Gobierno Bolivariano siendo ratificado por el Jefe de Estado, Nicolás Maduro, en la coordinación nacional de la Fundación Gran Misión Vivienda Venezuela, ha sido titular de la Inmobiliaria Nacional, Fundación Misión Hábitat (FMH) y del Fondo Simón Bolívar.  
De 2001 a 2002 fue Ayudante Personal del Ministro del Poder Popular para la Defensa. En el año 2002 ejerció como Ayudante Personal del Vicepresidente de Venezuela. En 2005 fue designado Director de Secretaría del Comandante General de la Guardia Nacional Bolivariana. De 2007 a 2009 fue Comandante del Destacamento No 53, GNB, del Aeropuerto Internacional de Maiquetía Simón Bolívar, estado Vargas.
Siendo General de Brigada fue jefe del Comando Regional número 5, situado en la Gran Caracas. Abandonó ese cargo a finales de mayo de 2014, después de estar al frente de las neutralizaciones de las protestas que se registraron desde febrero toda la capital de país. Mediante las redes sociales dijeron, para entonces, que fue relevado del cargo por Fabio Zavarse después que su hijo fuera uno de los detenidos en el campamento que estudiantes habían establecido como forma de protesta en los espacios del Programa de las Naciones Unidas para el Desarrollo.
Desde el año 2015 hasta el 26 de noviembre de 2017 se desempeñó como ministro del Poder Popular para Hábitat y Vivienda. De 2015 a 2017 ejerció también la Presidencia de la Gran Misión Barrio Nuevo Barrio Tricolor. Fue nombrado en marzo de 2016 como presidente del Banco Nacional de la Vivienda (Banavih). El 11 de octubre de 2016, el presidente Nicolás Maduro nombró a Manuel Quevedo como “padrino” del estado Trujillo, durante la gestión gubernamental de Henry Rangel Silva.
Quevedo recibió la condecoración Cruz de la Guardia Nacional en su Primera Clase, además de ser honrado con la Barra de Honor por ser el primero de su promoción, otorgada por el Mayor General Néstor Luis Reverol Torres, el pasado 27 de julio de 2017.
El 26 de noviembre de 2017 fue nombrado Ministro de Petróleo y a su vez presidente de la empresa estatal PDVSA en condición de encargado. ratificado el 7 de septiembre de 2018 y el 12 de junio de 2019 con gaceta N°41.653. Su nombramiento como presidente de PdVSA fue criticado por Rafael Ramírez, pues Quevedo "es un hombre ajeno al petróleo, que no tiene ni idea sobre cómo gestionar la empresa".

## Sanciones
El 15 de febrero de 2019 la Oficina de Control de Activos Extranjeros (Ofac) del Departamento del Tesoro de los Estados Unidos dio a conocer que Manuel Quevedo, junto a otros cuatro funcionarios del Gobierno de Nicolás Maduro, fue incluido en la lista de sancionados por el organismo norteamericano. El secretario del Tesoro, Steven Mnuchin, expresó a través de un comunicado que:
“tenemos la intención de perseguir a aquellos que facilitan la corrupción y la depredación de Maduro, incluso sancionando al presidente de PDVSA y a otros involucrados en la malversación de activos que legítimamente pertenecen al pueblo de Venezuela”.
Las sanciones incluyen la congelación de activos y bienes que tenga bajo jurisdicción estadounidense y la prohibición a cualquier ciudadano o compañía del país norteamericano de realizar operaciones con ellos. Los otros funcionarios cercanos al oficialismo que reciben las sanciones son el director de las Fuerzas de Acciones Especiales (Faes) de la Policía Nacional Bolivariana (PNB), Rafael Bastardo; el director del Servicio Bolivariano de Inteligencia Nacional (Sebin), Manuel Cristopher Figuera; el comandante de la Guardia de Honor Presidencial de Venezuela de Nicolás Maduro y jefe de la Casa Militar, Iván Hernández Dala; y el primer comisario del Servicio Bolivariano de Inteligencia Nacional (Sebin), Hildemaro Rodríguez Mucura.
El 15 de abril de 2019 Quevedo fue sancionado por el gobierno de Canadá, junto a otros 42 funcionarios del gobierno de Nicolás Maduro. De acuerdo a declaraciones de la ministra de relaciones exteriores canadiense, Chrystia Freeland, los funcionarios están siendo sancionados porque “están directamente implicados en actividades que socavan las instituciones democráticas”.
Las sanciones incluyen la congelación de activos y la prohibición de que los funcionarios señalados realicen negocios o se les proporcionen servicios financieros o servicios relacionados en Canadá. Su nombre figura entre los funcionarios y empresarios, relacionados con el gobierno de Maduro, sancionados por el Tratado Interamericano de Asistencia Recíproca el 3 de diciembre de 2019. Las sanciones incluyen la congelación de cuentas y la prohibición de ingresar a territorio de los países miembros del Tratado.
A pesar de las sanciones Quevedo siguió viajando a diferentes reuniones con relación a su representación como ministro de Petróleo en la OPEP en Bakú Azerbaiyán en marzo de 2019 junto a su familia. Se encuentra residenciado en EE UU lo que se sabe hasta 2025.¡LA RED SECRETA DETRÁS DEL AVIÓN DECOMISADO! 10-03-2025 